# Rivka Ladin
Rivka Ladin is een Amerikaans computerwetenschapper. 

## Opleiding
Rivka Ladin behaalde in 1989 een doctoraat in de computerwetenschappen aan het Massachusetts Institute of Technology. De titel van haar proefschrift was "A Method for Constructing Highly Available Services and a Technique for Distributed Garbage Collection". Haar promotor was Barbara Jane Huberman Liskov.

## Patenten
- (en) Rivka Ladin Inventions, Patents and Patent Applications - Justia Patents Search. patents.justia.com. Geraadpleegd op 30 januari 2019.